# 傅晓明
傅晓明（1973年12月—），生于江西会昌，计算机网络，大数据及社会网络领域专家，欧洲科学院院士，现任哥廷根大学计算机系教授。

## 履历
- 1994年，获东北大学工业自动化仪表专业学士学位。
- 1997年，获东北大学计算机应用专业硕士学位。
- 2000年，获清华大学计算机系统结构博士学位。
- 2000年底起，在德国柏林工业大学从事科研工作。
- 2002年9月起，在德国哥廷根大学任教。
- 2007年起，担任哥廷根大学终身教授，成为该校建校270年历史上的第一位华人终身教授[4]。
- 2009年，入选清华大学的长江学者讲座教授[5]。
- 2017年，当选国际工程技术学会会士[4]。
- 2018年，当选欧洲科学院院士[6][7]。
- 2021年，当选电气电子工程师学会会士[8]。